# Sporen in het zand
Sporen in het zand is een jeugdroman over een "nieuwe" nomade (Boukry) die op zijn eentje van Niger naar Brussel trekt. Het werd geschreven als debuut door John Vandekerckhove en voor het eerst uitgegeven in 2006. Dit verhaal is gebaseerd op waargebeurde feiten over enkele Toeareg families uit de Ténéréwoestijn, en het motto van Boukry is ‘Ik ben een Toeareg, een wild kind van de kille wind’. De titel verwijst naar de sporen die Boukry achterlaat in de Ténéréwoestijn.

## Plot
De nomade Boukry verloor op 12-jarige leeftijd zijn familie, die voor zijn ogen vermoord werden door enkele militairen. Boukry en Maria zijn nog juist op tijd kunnen ontsnappen. Gelukkig was Maria (verpleegster) er nog die een polikliniek had op gesticht in Niger. Maria was afkomstig van België uit Brussel. Ze Erkent Boukry emotioneel als haar pleegzoon. Maar Boukry krijgt meer gevoelens voor haar, en beschouwt haar eerder als vrouw. Maria kon dit moeilijk verwerken en verdween voor enkele dagen en wordt terug naar België gestuurd omdat zij ook verzetsstrijders verzorgde en niet enkel de militairen.
Boukry gaat op zoek naar Maria. Hij reist door Algerije, Marokko, Spanje en Frankrijk. In Frankrijk kwam Boukry in contact met chef boer en Lisa. Hij mag op het erf verblijven in ruil voor zijn hulp op het land en met het vee. Na enkele maanden trok Boukry door naar België in de hoop Maria te vinden. Eenmaal in België aangekomen ontmoette Boukry een Algerijnse jongen Manu, die ook geen  papieren had. Hij bood hem onderdak aan voor zolang nodig was.
Uiteindelijk wachtte hij uren aan Maria’s deur, bij het adres dat hij heeft gekregen van haar. Maar hij krijgt enkel haar moeder te spreken. Die vertelde hem dat Maria maanden op hem  heeft gewacht en dacht dat hij niet meer zou komen. Ze is dan naar China vertrokken voor een hulpmissie in de hoop haar verleden te vergeten. Boukry verbleef nog steeds in Brussel in de hoop dat ze ooit zou terugkeren.

## Verfilming
Er is geen verfilming van het boek, maar de schrijver heeft reeds al enkele documentaires gemaakt over nomaden zoals de Toeareg uit de Ténéréwoestijn.